# 카밀 자말루트디노프
카밀 알리예비치 자말루트디노프(러시아어: Ками́ль Али́евич Джамалутди́нов, 1979년 8월 15일~)는 러시아의 권투 선수, 정치인, 사업가이다. 2000년 하계 올림픽 남자 페더급에서 동메달을 획득했으며 세계 선수권 대회에서 은메달 1개를 획득했다.